# Salvatore Salomone Marino
Salvatore Salomone Marino (Borgetto, 8 febbraio 1847 – Palermo, 17 marzo 1916) è stato un etnologo, medico e scrittore italiano.

## Biografia
Nato da Vito Salamone e Giovanna Marino cambiò il suo cognome nel 1867 mutando una vocale e aggiungendo quello della madre in segno di affetto e di riconoscimento. Sotto il suo insegnamento imparò a leggere e a scrivere. Nutriva inoltre una ammirazione per la famiglia Marino di condizione socioculturale elevata. Dallo zio materno Stefano, che aveva preso parte ai moti del 1848, apprese le idee risorgimentali e le vicende legate alla seconda guerra d’indipendenza.
Frequentò le scuole di Borgetto fino al 1862, anno in cui si trasferì a Palermo per frequentare il Regio liceo Vittorio Emanuele licenziandosi nel 1866. Nel frattempo pubblicò il suo primo lavoro, il canto L’esilio di Dante. Subito dopo il diploma si iscrisse alla facoltà di medicina e chirurgia dell’Università di Palermo, dove si laureò nel 1873. Fu docente alla stessa università di semeiotica fisica dal 1876 al 1883, periodo molto prolifico in cui pubblicò molti lavori sia di natura medica sia letteraria.
Il 23 aprile 1878 sposò a Borgetto Maria Grazia Abate, detta Marietta. Dal 1879 al 1881 fu primo assistente di clinica medica della Regia Università di Palermo. Nel 1887 divenne professore straordinario di patologia speciale medica dimostrativa e clinica propedeutica nella Regia Università di Messina. Il 23 dicembre 1888 a Catania sposò in seconde nozze Maria Angela Teresa Deodato dalla quale ebbe quattro figli.
Nel 1893 rientrò, come libero docente di patologia speciale medica e clinica propedeutica, a Palermo dove morì il 17 marzo 1916.

## La produzione folcloristica
Salomone Marino ha avuto un ruolo di primo piano nella scuola palermitana di etnologia fondata da Giuseppe Pitrè. I due si incontrarono giovanissimi e furono accomunati dallo stesso ideale di studi e dallo sviscerato amore per la terra nativa. Per più di trenta anni furono legati da una stretta amicizia, dalla comunanza degli studi e di imprese letterarie. Documentò le manifestazioni di vita e di arte del popolo siciliano spinto dall'amore per il mondo contadino:
(Salvatore Salomone Marino, Costumi e usanze dei contadini di Sicilia, Palermo 1897)
Insieme a Pitrè diresse dal 1869 al 1881 le Nuove effemeridi siciliane. Fu socio della Società siciliana per la storia patria di Palermo. Il suo interesse per i canti popolari a carattere storico lo portò al progetto di redigere, basandosi su di essi, una storia della Sicilia dalla dominazione normanna e sveva agli eventi del 1870. Nel 1882 fondò e diresse insieme a Pitrè e a Vincenzo Di Giovanni la rivista Archivio per lo studio delle tradizioni popolari.
Nelle sue ricerche continuò a mediare le fonti d’archivio e le fonti folcloriche, ed è proprio questo atteggiamento metodologico di recupero e valorizzazione della tradizione orale come fonte storiografica che indusse Aurelio Rigoli a considerarlo un antesignano della ricerca etnostorica. Attraverso l’uso complementare delle fonti scritte e di quelle orali ha operato una saldatura in una unica “fabula storiografica protesa alla ricomposizione dell’euritmia e della totalità del reale”.
Una Edizione nazionale delle opere di Salvatore Salomone Marino è stata pubblicata, Comiso-Palermo 1998-2008, a cura del Centro internazionale di etnostoria, Ministero per i beni e le attività culturali, Ufficio Centrale per i beni librari, le istituzioni culturali e l'editoria. Questa edizione contiene anche inediti come: Storia intima, a cura di Aurelio Rigoli, il Diario autobiografico, Studj di clinica medica, La vita dei Siciliani dall’XI al XIX secolo e Tradizioni popolari siciliane.

## La Baronessa di Carini
Il poema La Baronessa di Carini. Leggenda storica popolare del secolo XVI in poesia siciliana, pubblicato nel 1870, diede molta notorietà a Salomone Marino che impiegò più di tre anni per scriverlo, effettuando ricerche in cinquanta comuni siciliani. Il poema si compone di 262 versi e narra la storia d’amore tra la bellissima giovane Baronessa di Carini, Caterina, figlia del barone Pietro III La Grua-Talamanca, e il cugino Ludovico Vernagallo. La storia si conclude tragicamente il 4 dicembre 1563 con l’uccisione della giovane baronessa compiuta dal padre.
L’opera pur ottenendo l’apprezzamento degli studiosi italiani e anche di quelli stranieri destò alcune perplessità sulla natura storica dei fatti narrati. In una seconda edizione del 1873 furono aggiunti dall’autore 150 versi. In una terza edizione del 1914 La baronessa di Carini, storia popolare del secolo XVI in poesia siciliana reintegrata nel testo ed illustrata con documenti, cambiò i personaggi storici. In tutte le edizioni l’autore ha usato un metodo di ricostruzione che già era stato applicato da Elias Lönnrot e i Grimm, i quali avevano conferito agli studi folclorici uno statuto di scienza.
Nel 1963 a cura di Aurelio Rigoli furono pubblicate le 392 varianti dell’opera. Con questa pubblicazione si avvertì esattamente la dimensione e la natura del lavoro compiuto da Salomone Marino, dando tuttavia l'evidenza che il testo non poteva essere considerato una storia siciliana del Cinquecento ma piuttosto un falso ottocentesco.

## Opere -lista non completa
- L’esilio di Dante, canto del 1865.
- Canti popolari siciliani in aggiunta a quelli del Vigo, raccolti e annotati da S. S. Marino, Palermo presso F. Gilimberti editore, 1867.
- La storia nei canti popolari siciliani: saggio, Palermo tipografia di Michele Amenta, 1868.
- La storia nei canti popolari siciliani, studi di S. S. Marino, Palermo presso F. Gilimberti editore, 1870.
- Su la raccolta dei canti popolari siciliani di G. Pitrè, estratto da "Giornale di Sicilia" di Palermo, n. 87 e 88, 20-21 Aprile 1871.
- La baronessa di Carini; leggenda storica popolare del sec. XVI in poesia siciliana, Palermo, Lauriel, 1873
- Storie popolari in poesia siciliana riprodotte sulle stampe de' secoli XVI, XVII e XVIII con note e raffronti, Bologna: tipografia Fava e Garagnani, 1875
- Sulla Raccolta amplissima di canti popolari siciliani di Lionardo Vigo Rivista critica, Palermo, 1876
- Due casi di fegato ambulante e Sugli effetti dell’infezione palustre sul sistema nervoso e circolatorio, articoli scientifici del 1873.
- Tradizione e storia, Palermo 1877.
- Tenti canti popolari siciliani, Livorno, tipografia di F. Vigo, 1877.
- Leggende popolari siciliane in poesia, raccolti e annotati da S. S. Marino, Palermo, Luigi Pedone - Lauriel editore, 1880.
- Le novelline popolari dell' Italia meridionale, Palermo, P. Montaina & c., 1881, con Vincenzo di Giovanni e Giuseppe Pitrè
- Su la Biblioteca delle tradizioni popolari siciliane per cura di Giuseppe Pitrè: rassegna bibliografica, Palermo, 1881
- Archivio per lo studio delle tradizioni popolari, Palermo, L. P. Lauriel, 1882, con Giuseppe Pitrè
- Schizzi di costumi contadineschi siciliani, pubblicati nel 1882 e nel 1883 nell’Archivio per lo studio delle tradizioni popolari.
- La trasuta di Garibaldi a Palermo. Storia popolare siciliana in poesia pubblicata nella ricorrenza del XXV. anniversario del 27 maggio, 1860, Palermo, 1885
- Le reputatrici in Sicilia nell' età di mezzo e moderna; ricerche storiche, Palermo, editrice Giannone e Lamantia, 1886
- Pronastici e scommesse su la gravidanza presso il popolo di Sicilia, Palermo, 1886
- Spigolature storiche siciliane dal secolo XIV al secolo XIX, Palermo, L.P. Lauriel, 1887
- La casa nuziale; canti popolari siciliani, Palermo, coi tipi del "Giornale di Sicilia", 1889
- Come si prepari la sposa; uso nuziale dei contadini di Sicilia, Palermo, 1890
- Luoghi e nomi storici della provincia di Palermo illustrati dalla tradizione popolare, lettera di S. S. Marino, Palermo tipografia Fratelli Vena, 1891.
- La storia di li miraculi di Santu Sanu, illustrata e pubblicata da S. S. Marino, Palermo, tipi del "Giornale di Sicilia", 1891.
- La rivoluzione siciliana del 18-18-1849 nei canti popolari, studi di S. S. Marino, Palermo, tipi del "Giornale di Sicilia", 1892.
- Intorno al "Parnassu Sicilianu" , manoscritto del 1634: nota di S. S. Marino, Palermo, tipografia dello "Statuto", 1892.
- La tradizione degli Aleramici presso il popolo di Sicilia, Palermo, tipografia Fratelli Vena, 1894.
- Le orazioni del presepe in Sicilia, (uso popolare) S.S. Marino, Palermo, tipi del "Giornale di Sicilia", 1895.
- Costumi e usanze dei contadini di Sicilia, Palermo 1897.
- Le storie popolari in poesia siciliana messe a stampo dal XV secolo.
- Storia intima comprendente un Diario autografo, pubblicato postumo a cura di A. Rigoli, Palermo 1998.